# Лопезвил (Тексас)
Лопезвил (енгл. Lopezville) насељено је место без административног статуса у америчкој савезној држави Тексас.

## Демографија
По попису из 2010. године број становника је 4.333, што је 143 (-3,2%) становника мање него 2000. године.
| Група             | 2000.         | 2010.         |
| Белци             | 75 (1,7%)     | 32 (0,7%)     |
| Афроамериканци    | 9 (0,2%)      | 1 (0,0%)      |
| Азијати           | 2 (0,0%)      | 10 (0,2%)     |
| Хиспаноамериканци | 4.395 (98,2%) | 4.276 (98,7%) |
| Укупно            | 4.476         | 4.333         |